# Präsident der Ukraine
Der Präsident der Ukraine (ukrainisch Президент України/Presydent Ukrajiny/President Ukrajiny) ist das von den ukrainischen Bürgern gewählte Staatsoberhaupt der Ukraine und vertritt den Staat nach innen wie nach außen (völkerrechtlich).
Die Position des Präsidenten der Ukraine ist im Kapitel V der Verfassung der Ukraine definiert, welche die Rechte und Pflichten des Staatspräsidenten als Staatsoberhaupt, sein Wahlverfahren und die Möglichkeit seiner Abberufung regelt.
Nach Artikel 102 der Verfassung ist der Präsident der Ukraine der Garant der staatlichen Souveränität und territorialen Integrität der Ukraine, der Verfassung der Ukraine, der Rechte und Freiheiten der Menschen und Bürger. Das ist laut Artikel 104 der Verfassung auch Inhalt des Amtseides, den der Präsident bei Amtsantritt auf die Verfassung der Ukraine, die Unabhängigkeitserklärung der Ukraine und das Evangeliar von Peressopnyzja leistet.

## Aufgaben
Die Aufgaben des Präsidenten umfassen:
- die Ernennung des Ministerpräsidenten mit Zustimmung des Parlaments sowie der Minister, der diplomatischen Vertreter des Landes, zwei Drittel der Mitglieder des Verfassungsgerichts und der Zentralbank, sowie den Generalstaatsanwalt und die Mitglieder der Zentralen Wahlkommission
- Ausfertigung der Gesetze des Parlaments mit der Möglichkeit eines Vetos gegen Beschlüsse des Parlaments,
- Recht zur Aufhebung von Maßnahmen der Regierung und Bestimmung des Zuschnitts der Ministerien,
- Ausübung des Gnadenrechts für die gesamte Ukraine,
- Errichtung oder Auflösung von Gerichten und Gerichtszweigen,
- Vorsitz des Nationalen Sicherheits- und Verteidigungsrats der Ukraine
- Oberbefehl über die Streitkräfte der Ukraine, Verhängung des Kriegsrechts sowie Ausrufung der Generalmobilmachung im Spannungs- oder Kriegsfall,
- vorzeitige Auflösung des Parlaments,
- Verordnungen und Dekrete an die Einrichtungen der Exekutive, einschließlich des Ministerkabinetts.

Eine Delegation dieser Befugnisse ist ausdrücklich ausgeschlossen. Beraten wird der Präsident vom „Nationalen Sicherheits- und Verteidigungsrat der Ukraine“.

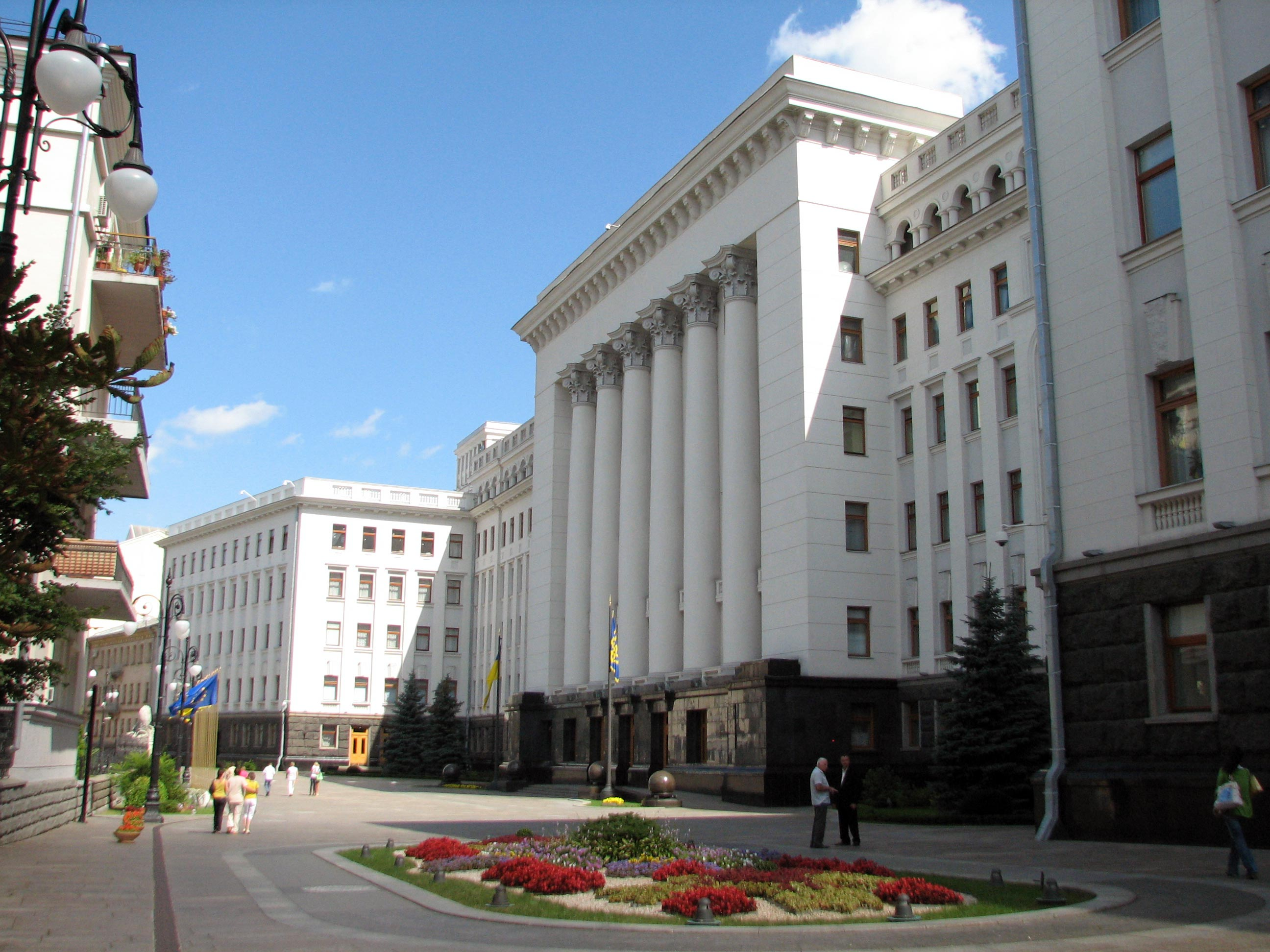
Präsidialamt der Ukraine

In Übereinstimmung mit den Artikeln 14 und 106 der ukrainischen Verfassung sowie dem § 32 des Gesetzes „über den Sicherheitsdienst der Ukraine“ kontrolliert der Präsident der Ukraine auch die Aktivitäten des Sicherheitsdienstes der Ukraine (SBU).

## Wahl
Wählbar ist, wer aktiv wahlberechtigt ist, die ukrainische Staatsangehörigkeit besitzt, am Wahltag mindestens 35 Jahre alt ist, die Staatssprache spricht und seit mindestens zehn Jahren in der Ukraine lebt.
Der Präsident wird für eine Amtszeit von fünf Jahren in direkter Wahl vom Staatsvolk der Ukraine gewählt. Dabei darf ein Kandidat nicht mehr als zwei Amtszeiten hintereinander das Amt ausfüllen.
Die Vereidigung des neu gewählten Präsidenten hat gemäß Artikel 104 der Ukrainischen Verfassung spätestens 5 Tage nach der offiziellen Bekanntgabe des Wahlergebnisses zu erfolgen.
Das geltende Wahlrecht sieht (wie in vielen anderen Staaten auch) vor, dass während des Kriegszustands keine Wahlen stattfinden dürfen. Die nächste Präsidentschaftswahl ist damit unmittelbar nach Ende des Krieges geplant.

## Vorzeitiges Ausscheiden
Ein vorzeitiges Ausscheiden aus dem Amt ist durch eigenen Rücktritt, Feststellung der gesundheitsbedingten Amtsunfähigkeit, ein förmliches Amtsenthebungsverfahren oder den Tod des Amtsinhabers möglich. Die Feststellung der Amtsunfähigkeit aus gesundheitlichen Gründen muss von einer Zweidrittelmehrheit des Parlaments auf Ersuchen des Verfassungsgerichts und nach der Einholung eines medizinischen Gutachtens geschehen. Eine Amtsenthebung ist nur bei schweren Gesetzesverstößen (Landesverrat oder andere Verbrechen) möglich. Hierzu bedarf es einer Ad-hoc-Ermittlungskommission des Parlaments, aufgrund derer das Parlament über eine Präsidentenanklage mit der Mehrheit seiner Mitglieder entscheiden muss. Die eigentliche Amtsenthebung bedarf der Dreiviertelmehrheit der Mitglieder des Parlaments auf der Grundlage der Überzeugung des Verbrechens und nach einer Vorlage zum Verfassungsgericht. Abgesehen davon genießt der Präsident politische Immunität.
Im Falle der vorzeitigen Erledigung des Amtes überträgt das Parlament seinem Vorsitzenden die Amtsgeschäfte bis zur Wahl eines Nachfolgers. Die Kompetenzen sind dabei beschränkt.

## Privilegien
Für die Verdienste um den Staat erhält der Präsident ein jährliches Bruttogehalt von umgerechnet 11.640 US-Dollar (2015) und ist somit eines der am schlechtesten bezahlten Staatsoberhäupter weltweit.

### Zivil- und strafrechtlicher Status
Der Artikel 105 der ukrainischen Verfassung besagt, dass der Präsident das Recht der Immunität während der Amtszeit genießt. Das heißt, dass der Präsident der Ukraine während seiner Amtszeit weder strafrechtlich zur Verantwortung gezogen noch strafrechtlich gegen ihn ermittelt werden kann. Die Beleidigung der Ehre und Würde des Präsidenten der Ukraine steht unter Strafe.

### Amtssitz und Residenzen
Die offizielle zeremonielle Residenz und Amtssitz des Präsidenten ist der Marienpalast in Kiew. Weitere Residenzen sind das Haus der weinenden Witwe in der Kiewer Innenstadt und das Haus mit den Chimären auf der Wulyzja Bankowa (Вулиця Банкова), auf der sich auch das Präsidialamt der Ukraine, die Behörde des Präsidenten, befindet. Weitere Residenzen, wie der Potocki-Palast in Lwiw, finden sich über die gesamte Ukraine verteilt.

### Offizielle Insignien des Präsidenten

Präsidentensiegel
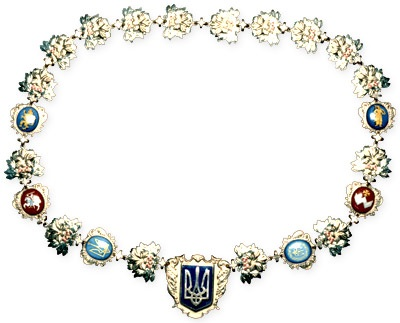
Collane
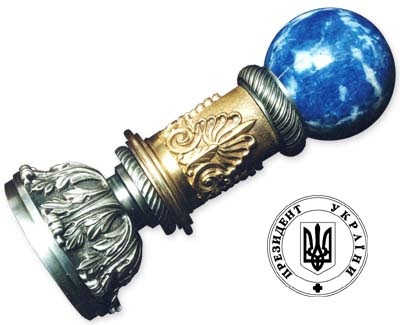
Siegel

Die offiziellen Insignien des ukrainischen Präsidenten sind:
- Standarte: Die Standarte besteht aus einem blauen Quadrat mit goldener Trysub in der Mitte, umrahmt von einem goldenen, vegetativen Ornament.
- Collane: Die Collane wiegt etwa 400 Gramm und besteht aus Gelb- und Weißgold sowie sieben mit patriotischen Motiven bemalten Medaillons, die sich mit Schmuckstücken abwechseln.
- Siegel: Das offizielle Siegel des Präsidenten der Ukraine ist rund. Auf ihm ist das kleine Staatswappen mit der Umschrift „Der Präsident der Ukraine“ eingearbeitet. Unterhalb des Wappens befindet sich ein Bild des Ordens von Jaroslaw dem Weisen. Der Siegelgriff endet in einer Lapislazulikugel; sein Mittelteil ist vergoldet, sodass die Farben blau und gelb denen der ukrainischen Flagge entsprechen. Das Siegel besteht aus Silber und wiegt nahezu ein halbes Kilogramm.
- Bulawa: Das Präsidentenzepter (der Streitkolben) ist vergoldet und wiegt 750 Gramm. Es besteht aus zwei hohlen Teilen: dem Griff und dem mit goldenen Medaillons verzierten Apfel auf der Spitze. Es enthält eine Gravur „Omnia revertitur“ (Alles kehrt zurück) und 64 in Gold gefasste Edelsteine. Im Griff steckt eine herausziehbare Klinge. Die Bulawa wird in einer aus Mahagoniholz geschnitzten Truhe aufbewahrt.[8]

### Flugtransportmittel
Für Flüge stehen dem Präsidenten Flugzeuge vom Typ Iljuschin Il-62 und ein Airbus A319-100 oder Hubschrauber des Typs Mil Mi-8 zur Verfügung. Die Flugbereitschaft der staatlichen Fluggesellschaft Ukraine Air Enterprise befindet sich am Flughafen Kiew-Boryspil.

## Geschichte
Am 5. Juli 1991 wurde ein Gesetz über die Errichtung des Postens des Präsidenten der Ukrainischen SSR verabschiedet, aber am 24. August desselben Jahres erklärte der Oberste Sowjet der Ukrainischen SSR die Ukraine zu einem unabhängigen Staat. Die Geschichte der Präsidentschaft der modernen unabhängigen Ukraine beginnt am 1. Dezember 1991. Bei der Volksabstimmung stimmten die Menschen des Landes für die Bestätigung des Aktes der Erklärung der Unabhängigkeit der Ukraine und wählten den ersten Präsidenten eines unabhängigen ukrainischen Staates, Leonid Kravchuk.
Infolge der politischen Vereinbarungen, die im Herbst 1993 getroffen wurden, fanden im März 1994 vorgezogene Wahlen der Werchowna Rada statt, und Ende Juni (der ersten Runde) – vorgezogenen Wahlen des Präsidenten der Ukraine – vorgezogene Wahlen zum Präsidenten der Ukraine. Leonid Kutschma wurde zum Präsidenten gewählt. Im November 1999 wurde Kutschma für eine zweite Amtszeit wiedergewählt.

### Präsidentschaftswahl 2010 und Amtsenthebung Wiktor Janukowytschs 2014
Bei den Präsidentschaftswahlen in der Ukraine 2010 erreichte Wiktor Janukowytsch im ersten Wahlgang am 17. Januar 2010 etwas mehr als 35 Prozent der Stimmen, Julija Tymoschenko etwa 25 Prozent. Bei der Stichwahl am 7. Februar 2010 gewann Janukowytsch mit 48,95 Prozent der Stimmen gegen Tymoschenko 45,47 Prozent. Wiktor Janukowytsch baute seitdem seine Macht aus: das unter Wiktor Juschtschenko eingeführte Gesetz zur Machtbegrenzung des Präsidenten wurde rückgängig gemacht und die Presse zunehmend zensiert.
Im Zuge der Staatskrise 2013/14 verließ Janukowytsch nach der Unterzeichnung einer gemeinsamen Erklärung aller Parlamentsparteien, welche die Eskalation der Proteste eindämmen sollte und vorzeitige Neuwahlen versprach, in der Nacht auf den 22. Februar 2014 Kiew, um an einem Kongress in Charkiv teilzunehmen. In seiner Abwesenheit wurde er vom Parlament seines Amtes enthoben, welches dies damit begründete, „dass der Präsident der Ukraine, V. Janukowitsch, sich in nicht-verfassungsmäßiger Weise von der Verrichtung verfassungsmäßiger Befugnisse zurückgezogen hätte und derjenige sei, der seine Pflichten nicht verrichte.“ Das Parlament betraute zugleich, gestützt auf Artikel 112 der Verfassung, den Präsidenten des Parlaments, Oleksandr Turtschynow, mit der Ausübung der Amtsgeschäfte. Die Absetzung Janukowytschs war verfassungsrechtlich umstritten, weil dabei nicht dem üblichen Verfahren einer Amtsenthebung gefolgt wurde.

### Vorgezogene Präsidentschaftswahl 2014
Die vorgezogene Präsidentschaftswahl fand am 25. Mai 2014 statt. Kurz nach der Schließung der Wahllokale um 20 Uhr Kiewer Zeit wurden die Ergebnisse dreier Nachwahlbefragungen veröffentlicht, die einen Sieg des Kandidaten Petro Poroschenko prognostizierten. Poroschenko erklärte sich daraufhin zum Wahlsieger und sprach sich für baldige Parlamentsneuwahlen aus.
Die Wahlbeteiligung der Präsidentschaftswahl lag bei 60,29 %. Nach der Auszählung aller abgegebenen Stimmen errang Petro Poroschenko mit 54,7 % Stimmenanteil bereits im ersten Wahlgang die absolute Mehrheit. Zweitplatzierte war mit 12,81 % Julija Tymoschenko. Poroschenko wurde am Abend des 26. Mai 2014 von der Wahlkommission offiziell zum Sieger der Präsidentschaftswahl erklärt.
Der geschäftsführende Staatspräsident Oleksandr Turtschynow gab am 29. Mai im ukrainischen Parlament bekannt, dass Poroschenko nach der Auszählung aller abgegebenen Stimmen endgültig als Wahlsieger feststand und somit der designierte Präsident der Ukraine war. Die Amtseinführung fand am 7. Juni 2014 in der Werchowna Rada unter anderem in Anwesenheit des deutschen Bundespräsidenten Joachim Gauck statt.

### Präsidentschaftswahl 2019
Bei der darauffolgenden Wahl 2019 gewann Wolodymyr Selenskyj die Wahl deutlich mit 73,22 % der Stimmen gegen Amtsinhaber Poroschenko.
Am 10. Mai 2022 starb der erste Präsident der Ukraine, Leonid Krawtschuk, im Alter von 88 Jahren.

## Präsidenten der Ukraine

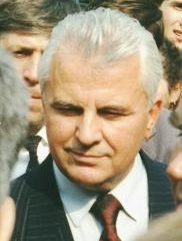
Leonid Krawtschuk 5. Dezember 1991 bis 19. Juli 1994 (parteilos)
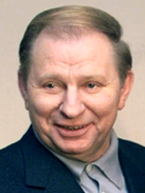
Leonid Kutschma 19. Juli 1994 bis 23. Januar 2005 (parteilos)
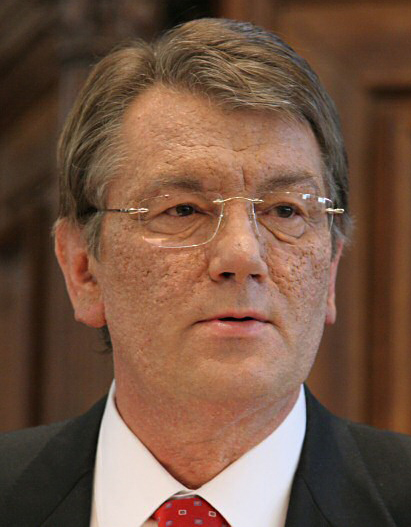
Wiktor Juschtschenko 23. Januar 2005 bis 25. Februar 2010 (Unsere Ukraine)
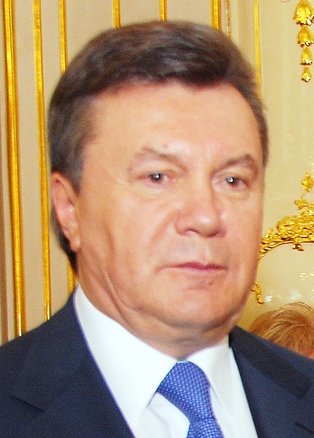
Wiktor Janukowytsch 25. Februar 2010 bis 22. Februar 2014 (Partei der Regionen)
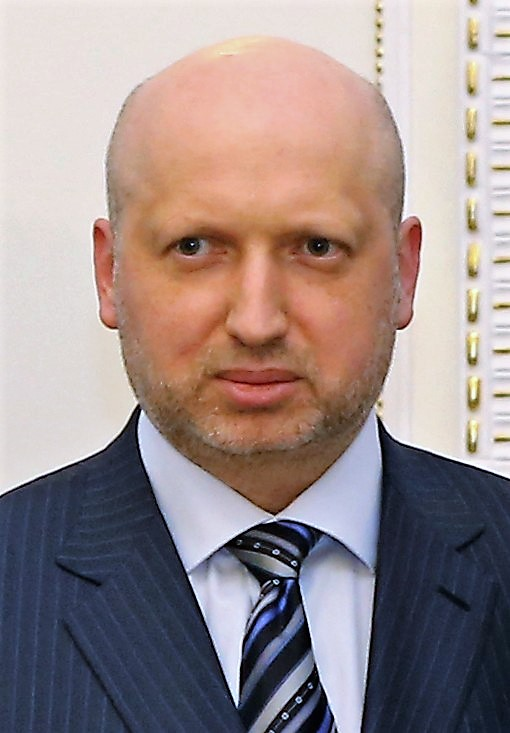
Oleksandr Turtschynow 22. Februar 2014 bis 7. Juni 2014 (kommissarisch; Vaterland)
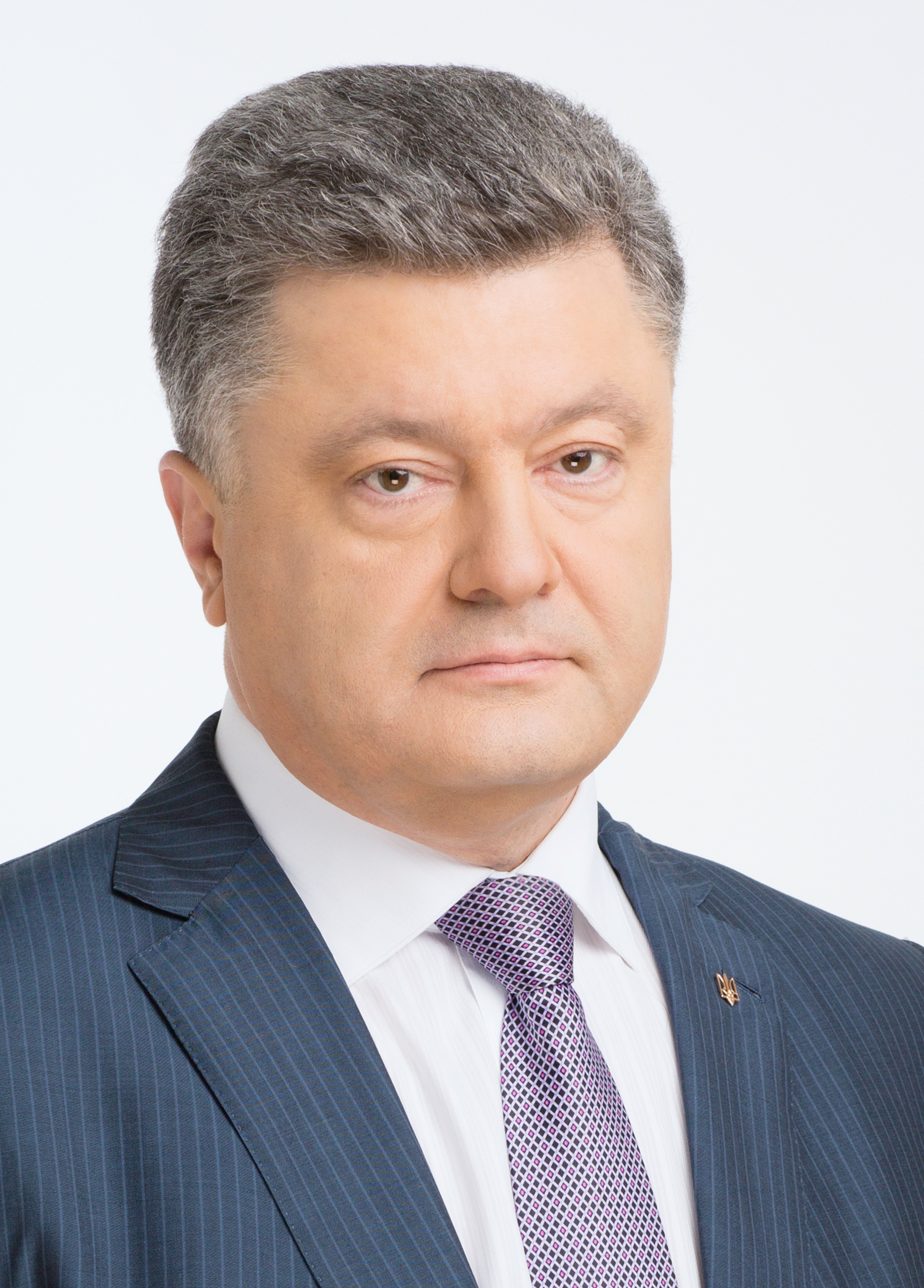
Petro Poroschenko 7. Juni 2014 bis 20. Mai 2019 (Europäische Solidarität)
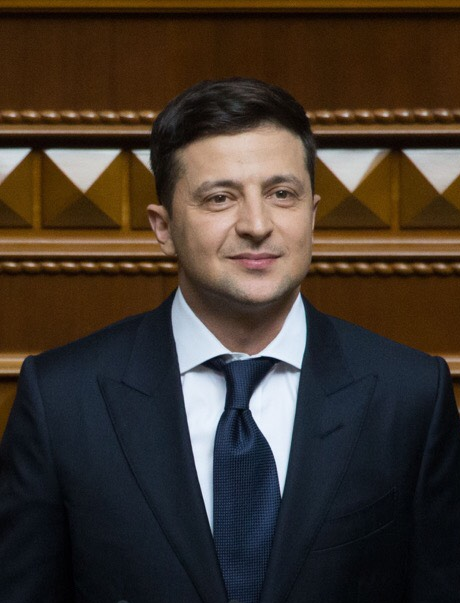
Wolodymyr Selenskyj seit 20. Mai 2019 (Diener des Volkes)